# Bacalar (municipalité)
Pour les articles homonymes, voir Bacalar (homonymie).
Bacalar est l'une des municipalités qui composent l'État de Quintana Roo au Mexique. Elle a été créée le 2 février 2011 par décret du Congrès de l'État de Quintana Roo. Son territoire a été pris sur celui de la vaste municipalité Othón P. Blanco. Le siège municipal se trouve dans la ville de Bacalar, qui donne son nom à la municipalité entière.

## Administration
Le maire est Alexander Zetina Aguiluz depuis 2016.